# Crematogaster
Crematogaster Lund, 1831 è un genere di formiche appartenente alla sottofamiglia Myrmicinae.

## Distribuzione
Genere a distribuzione globale. In Italia sono presenti le seguenti specie:
- Crematogaster laestrygon Emery, 1869
- Crematogaster schmidti (Mayr, 1852)
- Crematogaster scutellaris (Olivier, 1791)
- Crematogaster sordidula (Nylander, 1848)
  - Crematogaster sordidula sordidula (Nylander, 1848)
  - Crematogaster sordidula mayri (Mayr, 1853)

## Tassonomia
Sono state ascritte al genere Crematogaster 479 specie viventi e 2 estinte:
- Crematogaster abdominalis Motschoulsky, 1863
- Crematogaster aberrans Forel, 1892
- Crematogaster abrupta Mann, 1919
- Crematogaster abstinens Forel, 1899
- Crematogaster acaciae Forel, 1892
- Crematogaster aculeata Donisthorpe, 1941
- Crematogaster acuta Fabricius, 1804
- Crematogaster adrepens Forel, 1897
- Crematogaster aegyptiaca Mayr, 1862
- Crematogaster affabilis Forel, 1907
- Crematogaster afghanica Forel, 1967
- Crematogaster africana Mayr, 1895
- Crematogaster agnetis Forel, 1892
- Crematogaster agniae Karavaiev, 1935
- Crematogaster agnita Wheeler, 1934
- Crematogaster aitkenii Forel, 1902
- Crematogaster algirica Lucas, 1849
- Crematogaster alluaudi Emery, 1893
- Crematogaster aloysiisabaudiae Menozzi, 1930
- Crematogaster alulai Emery, 1901
- Crematogaster amabilis Santschi, 1911
- Crematogaster amapaensis Kempf, 1960
- Crematogaster ambigua Santschi, 1926
- Crematogaster amita Forel, 1913
- Crematogaster ampla Forel, 1912
- Crematogaster ampullaris Smith, 1861
- Crematogaster ancipitula Forel, 1917
- Crematogaster angulosa Andre, 1896
- Crematogaster angusticeps Santschi, 1911
- Crematogaster antaris Forel, 1894
- Crematogaster anthracina Smith, 1857
- Crematogaster apicalis Motschoulsky, 1878
- Crematogaster arata Emery, 1906
- Crematogaster arcuata Forel, 1899
- Crematogaster arnoldi Forel, 1914
- Crematogaster aroensis Menozzi, 1935
- Crematogaster arthurimuelleri Forel, 1894
- Crematogaster ashmeadi Mayr, 1886
- Crematogaster atkinsoni Wheeler, 1919
- Crematogaster atra Mayr, 1870
- Crematogaster auberti Emery, 1869
- Crematogaster augusti Emery, 1895
- Crematogaster aurita Karavaiev, 1935
- Crematogaster australis Mayr, 1876
- Crematogaster baduvi Forel, 1912
- Crematogaster bakeri Menozzi, 1925
- Crematogaster batesi Forel, 1911
- Crematogaster bequaerti Forel, 1913
- Crematogaster betapicalis Smith, 1995
- Crematogaster bicolor Smith, 1860
- Crematogaster biformis Andre, 1892
- Crematogaster binghamii Forel, 1904
- Crematogaster bingo Forel, 1908
- Crematogaster biroi Mayr, 1897
- Crematogaster bison Forel, 1913
- Crematogaster boera Ruzsky, 1926
- Crematogaster bogojawlenskii Ruzsky, 1905
- Crematogaster boliviana Wheeler, 1922
- Crematogaster borneensis Andre, 1896
- Crematogaster bouvardi Santschi, 1920
- Crematogaster brasiliensis Mayr, 1878
- Crematogaster brevidentata Forel, 1912
- Crematogaster brevimandibularis Donisthorpe, 1943
- Crematogaster brevis Emery, 1887
- Crematogaster breviventris Santschi, 1920
- Crematogaster browni Buren, 1968
- Crematogaster bruchi Forel, 1912
- Crematogaster brunnea Smith, 1857
- Crematogaster brunneipennis Andre, 1890
- Crematogaster brunneola Emery, 1922
- Crematogaster brunnescens Motschoulsky, 1863
- Crematogaster bryophilia Longino, 2003
- Crematogaster buchneri Forel, 1894
- Crematogaster buddhae Forel, 1902
- Crematogaster butteli Forel, 1913
- Crematogaster californica Wheeler, 1919
- Crematogaster capensis Mayr, 1862
- Crematogaster captiosa Forel, 1911
- Crematogaster carinata Mayr, 1862
- Crematogaster castanea Smith, 1858
- Crematogaster censor Forel, 1910
- Crematogaster cephalotes Smith, 1857
- Crematogaster cerasi Fitch, 1855
- Crematogaster chiarinii Emery, 1881
- Crematogaster chlorotica Emery, 1899
- Crematogaster chodati Forel, 1921
- Crematogaster chopardi Bernard, 1950
- Crematogaster chungi Brown, 1949
- Crematogaster cicatriculosa Roger, 1863
- Crematogaster cisplatinalis Mayr, 1887
- Crematogaster clara Mayr, 1870
- Crematogaster clariventris Mayr, 1895
- Crematogaster clydia Forel, 1912
- Crematogaster coarctata Mayr, 1870
- Crematogaster coelestis Santschi, 1911
- Crematogaster colei Buren, 1968
- Crematogaster columbiana Buckley, 1866
- Crematogaster concava Emery, 1899
- Crematogaster consternens Walker, 1859
- Crematogaster constructor Emery, 1895
- Crematogaster coriaria Mayr, 1872
- Crematogaster cornigera Forel, 1902
- Crematogaster cornuta Crawley, 1924
- Crematogaster corporaali Santschi, 1928
- Crematogaster corticicola Mayr, 1887
- Crematogaster corvina Mayr, 1870
- Crematogaster crassicornis Emery, 1893
- Crematogaster crinosa Mayr, 1862
- Crematogaster cristata Santschi, 1929
- Crematogaster crucis Forel, 1912
- Crematogaster cubaensis Mann, 1920
- Crematogaster curvispinosa Mayr, 1862
- Crematogaster cuvierae Donisthorpe, 1945
- Crematogaster cylindriceps Wheeler, 1927
- Crematogaster dahlii Forel, 1901
- Crematogaster daisyi Forel, 1901
- Crematogaster dalyi Forel, 1902
- Crematogaster decamera Forel, 1910
- Crematogaster degeeri Forel, 1886
- Crematogaster delagoensis Forel, 1894
- Crematogaster delitescens Wheeler, 1921
- Crematogaster dentinodis Forel, 1901
- Crematogaster depilis Wheeler, 1919
- Crematogaster depressa (Latreille, 1802)
- Crematogaster desecta Forel, 1911
- Crematogaster desperans Forel, 1914
- Crematogaster difformis Smith, 1857
- Crematogaster diffusa (Jerdon, 1851)
- Crematogaster dispar Forel, 1902
- Crematogaster distans Mayr, 1870
- Crematogaster dohrni Mayr, 1879
- Crematogaster dolens Forel, 1910
- Crematogaster donisthorpei Santschi, 1934
- Crematogaster dorsidens Santschi, 1925
- Crematogaster dubia Karavaiev, 1935
- Crematogaster ebenina Forel, 1902
- Crematogaster edentula Santschi, 1914
- Crematogaster egidyi Forel, 1903
- Crematogaster egregior Forel, 1912
- Crematogaster elegans Smith, 1859
- Crematogaster elysii Mann, 1919
- Crematogaster emeryana Creighton, 1950
- Crematogaster emeryi Forel, 1907
- Crematogaster enneamera Emery, 1900
- Crematogaster ensifera Forel, 1910
- Crematogaster erecta Mayr, 1866
- Crematogaster eurydice Forel, 1915
- Crematogaster euterpe Santschi, 1922
- Crematogaster evallans Forel, 1907
- Crematogaster excisa Mayr, 1895
- Crematogaster ferrarii Emery, 1888
- Crematogaster flava Forle, 1886
- Crematogaster flavicornis Emery, 1897
- Crematogaster flavitarsis Emery, 1900
- Crematogaster flaviventris Santschi, 1910
- Crematogaster flavomicrops Longino, 2003
- Crematogaster flavosensitiva Longino, 2003
- Crematogaster foliocrypta Longino, 2003
- Crematogaster foraminiceps Santschi, 1913
- Crematogaster formosa Mayr, 1870
- Crematogaster foxi Mann, 1919
- Crematogaster fraxatrix Forel, 1911
- Crematogaster fritzi Emery, 1901
- Crematogaster frivola Forel, 1902
- Crematogaster fruhstorferi Emery, 1901
- Crematogaster fuentei Menozzi, 1922
- Crematogaster fusca Mayr, 1876
- Crematogaster gabonensis Emery, 1899
- Crematogaster gallicola Forel, 1894
- Crematogaster gambiensis Andre, 1889
- Crematogaster gavapiga Menozzi, 1935
- Crematogaster gerstaeckeri Dalla Torre, 1892
- Crematogaster gibba Emery, 1894
- Crematogaster goeldii Forel, 1903
- Crematogaster gordani Karaman, 2008
- Crematogaster gratiosa Santschi, 1926
- Crematogaster grevei Forel, 1891
- Crematogaster gutenbergi Santschi, 1914
- Crematogaster heathi Mann, 1916
- Crematogaster hemiceros Santschi, 1926
- Crematogaster hespera Buren, 1968
- Crematogaster hezaradjatica Pisarski, 1967
- Crematogaster himalayana Forel, 1902
- Crematogaster hogsoni Forel, 1902
- Crematogaster homeri Forel, 1913
- Crematogaster hottentota Emery, 1899
- Crematogaster hova Forel, 1887
- Crematogaster huberi Forel, 1907
- Crematogaster iheringi Forel, 1908
- Crematogaster ilgii Forel, 1910
- Crematogaster impressa Emery, 1899
- Crematogaster impressiceps Mayr, 1902
- Crematogaster inconspicua Mayr, 1896
- Crematogaster incorrecta Santschi, 1917
- Crematogaster indefensa Kempf, 1968
- Crematogaster inermis Mayr, 1862
- Crematogaster inflata Smith, 1857
- Crematogaster innocens Forel, 1911
- Crematogaster insularis Smith, 1859
- Crematogaster ionia Forel, 1911
- Crematogaster iridipennis Smith, 1865
- Crematogaster irritabilis Smith, 1860
- Crematogaster isolata Buren, 1968
- Crematogaster jacobsoni Forel, 1911
- Crematogaster jardinero Longino, 2003
- Crematogaster javanica Menozzi, 1935
- Crematogaster jeanneli Santschi, 1914
- Crematogaster jehovae Forel, 1907
- Crematogaster jullieni Santschi, 1910
- Crematogaster juventa Santschi, 1926
- Crematogaster kachelibae Arnold, 1954
- Crematogaster karawaiewi Menozzi, 1935
- Crematogaster kasaiensis Forel, 1913
- Crematogaster kelleri Forel, 1891
- Crematogaster kirbii (Sykes, 1835)
- Crematogaster kirbyella Emery, 1922
- Crematogaster kneri Mayr, 1862
- Crematogaster kohli Forel, 1909
- Crematogaster kojimai Hosoishi & Ogata, 2012
- Crematogaster kutteri Viehmeyer, 1924
- Crematogaster laboriosa Smith, 1874
- Crematogaster laestrygon Emery, 1869
- Crematogaster laeviceps Smith, 1858
- Crematogaster laevis Mayr, 1878
- Crematogaster laevissima Smith, 1860
- Crematogaster laeviuscula Mayr, 1870
- Crematogaster lamottei Bernard, 1953
- Crematogaster lango Weber, 1943
- Crematogaster larreae Buren, 1968
- Crematogaster latuka Weber, 1943
- Crematogaster laurenti Forel, 1909
- Crematogaster ledouxi Soulie, 1961
- Crematogaster levior Longino, 2003
- Crematogaster libengensis Stitz, 1916
- Crematogaster liengmei Forel, 1894
- Crematogaster limata Smith, 1858
- Crematogaster lineolata (Say, 1836)
- Crematogaster litoralis Arnold, 1955
- Crematogaster lobata Emery, 1895
- Crematogaster longicephala Özdikmen, 2010
- Crematogaster longiceps Forel, 1910
- Crematogaster longiclava Emery, 1893
- Crematogaster longipilosa Forel, 1907
- Crematogaster longispina Emery, 1890
- Crematogaster lorteti Forel, 1910
- Crematogaster lotti Weber, 1943
- Crematogaster lucayana Wheeler, 1905
- Crematogaster luctans Forel, 1907
- Crematogaster lutzi Forel, 1905
- Crematogaster macracantha Creighton, 1945
- Crematogaster madagascariensis Andre, 1887
- Crematogaster madecassa Emery, 1895
- Crematogaster magitae Forel, 1910
- Crematogaster magnifica Santschi, 1925
- Crematogaster mahery Blaimer, 2010
- Crematogaster major Donisthorpe, 1941
- Crematogaster malala Blaimer, 2010
- Crematogaster mancocapaci Santschi, 1911
- Crematogaster manni Buren, 1968
- Crematogaster margaritae Emery, 1895
- Crematogaster marioni Buren, 1968
- Crematogaster marthae Forel, 1892
- Crematogaster masukoi Hosoishi, Yamane & Ogata, 2010
- Crematogaster matsumurai Forel, 1901
- Crematogaster meijerei Emery, 1911
- Crematogaster melanogaster Emery, 1895
- Crematogaster menilekii Forel, 1894
- Crematogaster mesonotalis Emery, 1911
- Crematogaster microspina Menozzi, 1942
- Crematogaster mimicans Donisthorpe, 1932
- Crematogaster mimosae Santschi, 1914
- Crematogaster minutissima Mayr, 1870
- Crematogaster misella Arnold, 1920
- Crematogaster mjobergi Forel, 1915
- Crematogaster modiglianii Emery, 1900
- Crematogaster moelleri Forel, 1912
- Crematogaster montana Borgmeier, 1939
- Crematogaster montenigrina Borgmeier, 1939
- Crematogaster monteverdensis Longino, 2003
- Crematogaster montezumia Smith, 1858
- Crematogaster monticola Arnold, 1920
- Crematogaster moqorensis Pisarski, 1967
- Crematogaster mormonum Wheeler, 1919
- Crematogaster mottazi Santschi, 1928
- Crematogaster mpanjono Blaimer, 2012
- Crematogaster mucronata Emery, 1900
- Crematogaster muralti Forel, 1910
- Crematogaster mutans Buren, 1968
- Crematogaster myops Forel, 1911
- Crematogaster natalensis Forel, 1910
- Crematogaster navajoa Buren, 1968
- Crematogaster nawai Ito, 1914
- Crematogaster nesiotis Mann, 1919
- Crematogaster neuvillei Forel, 1907
- Crematogaster nigeriensis Santschi, 1914
- Crematogaster nigrans Forel, 1915
- Crematogaster nigriceps Emery, 1897
- Crematogaster nigronitens Santschi, 1917
- Crematogaster nigropilosa Mayr, 1870
- Crematogaster nigrosubnuda Özdikmen, 2010
- Crematogaster nitidiceps Emery, 1895
- Crematogaster nocturna Buren, 1968
- Crematogaster nossibeensis Forel, 1891
- Crematogaster nura Özdikmen, 2010
- Crematogaster oasium Santschi, 1911
- Crematogaster obnigra Mann, 1919
- Crematogaster obscura Smith, 1857
- Crematogaster obsurata Emery, 1895
- Crematogaster obscurior Dalla Torre, 1892
- Crematogaster ochracea Mayr, 1862
- Crematogaster ochraceiventris Stitz, 1916
- Crematogaster onusta Stitz, 1925
- Crematogaster opaca Mayr, 1870
- Crematogaster opaciceps Mayr, 1901
- Crematogaster opuntiae Buren, 1968
- Crematogaster orobia Santschi, 1919
- Crematogaster osakensis Forel, 1900
- Crematogaster oscaris Forel, 1910
- Crematogaster overbecki Viehmeyer, 1916
- Crematogaster oxygynoides Santschi, 1934
- Crematogaster painei Donisthorpe, 1945
- Crematogaster pallida Lowne, 1865
- Crematogaster pallipes Mayr, 1862
- Crematogaster paolii Menozzi, 1930
- Crematogaster paradoxa Emery, 1894
- Crematogaster parallela Santschi, 1925
- Crematogaster patei Buren, 1968
- Crematogaster pauciseta Emery, 1899
- Crematogaster pauli Emery, 1901
- Crematogaster pellens Walker, 1859
- Crematogaster perelegans Forel, 1902
- Crematogaster peringueyi Emery, 1895
- Crematogaster peristerica Menozzi, 1925
- Crematogaster peruviana (Wheeler, 1922)
- Crematogaster petiolidens Forel, 1916
- Crematogaster phoenica Santschi, 1915
- Crematogaster phoenix Santschi, 1921
- Crematogaster pia Forel, 1911
- Crematogaster pilosa Emery, 1895
- Crematogaster pinicola Deyrup & Cover, 2007
- Crematogaster polita Smith, 1865
- Crematogaster politula Forel, 1902
- Crematogaster polymnia Santschi, 1922
- Crematogaster popohana Forel, 1912
- Crematogaster pradipi Tiwari, 1999
- Crematogaster praecursor Emery, 1891 †
- Crematogaster pseudinermis Viehmeyer, 1923
- Crematogaster pulchella Bernard, 1953
- Crematogaster pusilla (Heer, 1850) †
- Crematogaster pygmaea Forel, 1904
- Crematogaster pythia Forel, 1915
- Crematogaster quadriformis Roger, 1863
- Crematogaster quadrispinosa Roger, 1863
- Crematogaster queenslandica Forel, 1902
- Crematogaster ralumensis Forel, 1901
- Crematogaster ranavalonae Forel, 1887
- Crematogaster ransonneti Mayr, 1868
- Crematogaster raptor Longino, 2003
- Crematogaster rasoherinae Forel, 1891
- Crematogaster razana Blaimer, 2012
- Crematogaster rectinota Forel, 1913
- Crematogaster recurva Emery, 1897
- Crematogaster resulcata Bolton, 1995
- Crematogaster retifera Santschi, 1926
- Crematogaster rifelna Buren, 1968
- Crematogaster rivai Emery, 1897
- Crematogaster rochai Forel, 1903
- Crematogaster rogenhoferi Mayr, 1879
- Crematogaster rogeri Emery, 1922
- Crematogaster ronganensis Zhou, 2001
- Crematogaster rossi Buren, 1968
- Crematogaster rothneyi Mayr, 1879
- Crematogaster rudis Emery, 1894
- Crematogaster rufa (Jerdon, 1851)
- Crematogaster rufigena Arnold, 1958
- Crematogaster rufotestacea Mayr, 1876
- Crematogaster rugosa Andre, 1895
- Crematogaster rugosior Santschi, 1910
- Crematogaster ruspolii Forel, 1892
- Crematogaster russoi Menozzi, 1930
- Crematogaster rustica Santschi, 1935
- Crematogaster sabatra Blaimer, 2010
- Crematogaster sagei Forel, 1902
- Crematogaster sanguinea Roger, 1863
- Crematogaster santschii Forel, 1913
- Crematogaster saussurei Forel, 1899
- Crematogaster scapamaris Santschi, 1922
- Crematogaster scelerata Santschi, 1917
- Crematogaster schencki Forel, 1891
- Crematogaster schimmeri Forel, 1912
- Crematogaster schmidti (Mayr, 1853)
- Crematogaster schultzei Forel, 1910
- Crematogaster scita Forel, 1902
- Crematogaster scutellaris (Olivier, 1792)
- Crematogaster semperi Emery, 1893
- Crematogaster senegalensis Roger, 1863
- Crematogaster sericea Forel, 1912
- Crematogaster sewardi Forel, 1901
- Crematogaster sewellii Forel, 1891
- Crematogaster similis Stitz, 1911
- Crematogaster simoni Emery, 1893
- Crematogaster sisa Blaimer, 2010
- Crematogaster skounensis Soulie, 1961
- Crematogaster smithi Creighton, 1950
- Crematogaster snellingi Longino, 2003
- Crematogaster solenopsides Emery, 1899
- Crematogaster solers Forel, 1910
- Crematogaster sordidula (Nylander, 1849)
- Crematogaster sorokini Ruzsky, 1905
- Crematogaster soror Forel, 1902
- Crematogaster sotobosque Longino, 2003
- Crematogaster spengeli Forel, 1912
- Crematogaster stadelmanni Mayr, 1895
- Crematogaster steinheili Forel, 1881
- Crematogaster stenocephala Emery, 1922
- Crematogaster stigmata Santschi, 1914
- Crematogaster stigmatica Forel, 1911
- Crematogaster stollii Forel, 1885
- Crematogaster striatula Emery, 1892
- Crematogaster subcircularis Mayr, 1879
- Crematogaster subdentata Mayr, 1877
- Crematogaster subnuda Mayr, 1879
- Crematogaster subtonsa Santschi, 1925
- Crematogaster suehiro Terayama, 1999
- Crematogaster sumichrasti Mayr, 1870
- Crematogaster tanakai Hosoishi, S. & Ogata, K., 2009[3]
- Crematogaster tarsata Smith, 1865
- Crematogaster telolafy Blaimer, 2012
- Crematogaster tenuicula Forel, 1904
- Crematogaster teranishii Santschi, 1930
- Crematogaster terminalis (Shuckard, 1838)
- Crematogaster tetracantha Emery, 1887
- Crematogaster thalia Forel, 1911
- Crematogaster theta Forel, 1911
- Crematogaster togoensis Donisthorpe, 1945
- Crematogaster torosa Mayr, 1870
- Crematogaster transiens Forel, 1913
- Crematogaster transvaalensis Forel, 1894
- Crematogaster trautweini Viehmeyer, 1914
- Crematogaster travancorensis Forel, 1902
- Crematogaster treubi Emery, 1896
- Crematogaster tumidula Emery, 1900
- Crematogaster udo Forel, 1905
- Crematogaster unciata Santschi, 1925
- Crematogaster uruguayensis Santschi, 1912
- Crematogaster urvijae Bharti, 2003
- Crematogaster ustiventris Menozzi, 1935
- Crematogaster vacca Wheeler, 1928
- Crematogaster vagula Wheeler, 1928
- Crematogaster vandeli Soulie, 1961
- Crematogaster vandermeermohri Menozzi, 1930
- Crematogaster vicina André, 1893
- Crematogaster victima Smith, 1858
- Crematogaster vidua Santschi, 1928
- Crematogaster vitalisi Menozzi, 1925
- Crematogaster volamena Blaimer, 2012
- Crematogaster vulcania Santschi, 1913
- Crematogaster walshi Forel, 1902
- Crematogaster warburgi Menozzi, 1933
- Crematogaster wardi Longino, 2003
- Crematogaster wasmanni Santschi, 1910
- Crematogaster weberi Emery, 1911
- Crematogaster wellmani Forel, 1909
- Crematogaster werneri Mayr, 1907
- Crematogaster wheeleri Mann, 1919
- Crematogaster whitei Wheeler, 1915
- Crematogaster wilwerthi Santschi, 1910
- Crematogaster wladimiri Consani, 1953
- Crematogaster wroughtonii Forel, 1902
- Crematogaster xerophila Wheeler, 1915
- Crematogaster yamanei Hosoishi, S. & Ogata, K., 2009[3]
- Crematogaster yappi Forel, 1901
- Crematogaster zavattarii Menozzi, 1926
- Crematogaster zoceensis Santschi, 1925
- Crematogaster zonacaciae Weber, 1943